# Ельшин, Александр Яковлевич
Алекса́ндр Я́ковлевич Е́льшин (1865—1951) — русский военачальник, генерал-лейтенант (1916). Герой Первой мировой войны, участник Русско-японской войны и Гражданской войны в России, белоэмигрант в США.

## Биография
Родился 13 (25) августа 1865 года. Уроженец Санкт-Петербургской губернии, православного вероисповедания.
В военную службу вступил 13.09.1882, как считалось до 1907 года — с вступлением в старший класс Технического училища Морского ведомства (в Кронштадте), в котором учился. Позже военную службу стали засчитывать с 29.09.1883, со дня назначения на службу во 2-й флотский экипаж Балтийского флота после окончания теоретического четырёхлетнего курса артиллерийского отдела Технического училища Морского ведомства и производства по экзамену в кондукторы.
29.09.1886 кондуктор артиллерийского отдела Технического училища Морского ведомства Александр Ельшин был произведен по экзамену в подпоручики, с зачислением в корпус морской артиллерии. В дальнейшем был назначен в Гвардейский экипаж Балтийского флота с чином подпоручика гвардии со старшинством с 29.09.1886 (со дня производства в подпоручики).
В 1890 году за выслугу лет был произведен в поручики гвардии (со старшинством с 29.09.1890). Вскоре был переведен в лейб-гвардии Павловсковский полк, расквартированный в Санкт-Петербурге, и зачислен в полк в чине поручика гвардии со старшинством с 05.04.1892.
В октябре 1891 года, после успешной сдачи вступительных экзаменов, поручик гвардии Ельшин был зачислен слушателем Николаевской академии Генерального штаба (в Санкт-Петербурге).
В мае 1894 года, по окончании по 1-му разряду двух классов и дополнительного курса Академии, за отличные успехи в науках произведен в штабс-капитаны гвардии. Был причислен к Генеральному штабу и назначен состоять при Варшавском военном округе.
В декабре 1894 года переведен в Генеральный штаб капитаном, с назначением старшим адъютантом штаба 4-й пехотной дивизии (город Ломжа). С 13.11.1895 по 13.11.1896 в Ломже, в прикомандировании к 14-му пехотному Олонецкому полку, отбывал цензовое командование ротой.
В 1899 году участвовал в полевой поездке (в военных учениях). В декабре 1899 года произведен в Генерального штаба подполковники, с назначением начальником штаба Керченской крепости.
В 1900 году в Одессе отбывал четырёхмесячное цензовое командование батальоном: с 12.05.1900 по 13.07.1900 — в 16-м стрелковом полку, затем (после отправки полка в Китай на подавление восстания), до 12.09.1900, — в 59-м пехотном Люблинском полку. Одновременно с 21.08.1900 по 27.09.1900 считался находящимся в распоряжении командующего войсками Приамурского военного округа для замещения должностей на военных дорогах.
В октябре 1903 года назначен штаб-офицером при управлении 4-й стрелковой бригады, расквартированной в Одессе. В декабре 1903 года за отличие по службе был произведен в полковники. 
Участник Русско-японской войны, — в октябре 1904 года назначен начальником военных сообщений Военно-окружных управлений Приамурского военного округа. За отличия в делах против японцев был удостоен орденов Св. Станислава 2-й степени с мечами и Св. Владимира 4-й степени с мечами и бантом, за отлично-усердную службу и труды, понесенные во время военных действий, — ордена Св. Анны 2-й степени.
После войны  назначался:
- 05.02.1907 — начальником военных сообщений Иркутского военного округа.
- 03.09.1907 — командиром 104-го пехотного Устюжского полка.
- 23.06.1908 — помощником 1-го обер-квартирмейстера Главного управления Генерального штаба, с переводом в Генеральный штаб.
- 29.03.1909 — начальником военных сообщений Одесского военного округа.
- 13.05.1911 — начальником штаба 22-го армейского корпуса.
- 07.10.1913 — начальником штаба 25-го армейского корпуса.
- 18.12.1913 — комендантом Михайловской крепости в Батуме, с зачислением по армейской пехоте.

В марте 1909 года за отличие по службе был произведен в генерал-майоры.

### Первая мировая война
С октября 1914 года — участник Первой мировой войны на Кавказском фронте. Командовал гарнизоном Михайловской крепости, одновременно был назначен начальником войск Батумской области, временным генерал-губернатором Батума и крепостного района, командующим Приморским отрядом Кавказской армии.
В январе 1915 года был назначен в резерв чинов Петроградского военного округа, а в феврале 1915 года — командиром бригады 40-й пехотной дивизии 4-го армейского корпуса (Северо-Западный фронт).
В сентябре 1915 года назначен командующим 42-й пехотной дивизии (9-й армейский корпус, 2-я армия, Западный фронт).
29 июня 1916 года у деревни Дальнее Скробово, в ходе летнего наступления был отравлен газами (остался в строю).
В ноябре 1916 года за отличия в делах против неприятеля произведен в генерал-лейтенанты, с утверждением в занимаемой должности начальника 42-й пехотной дивизии.
В апреле 1917 года назначен командиром 20-го армейского корпуса.

### Гражданская война в России
После Октябрьской революции и подписания Брестского мира, в марте 1918 года числился при штабе Северного участка и Петроградского района войск завесы РККА как инвалид, не владеющий ногами в результате двукратного отравления газами на фронте.
К лету 1918 года оставил Советскую Россию и перебрался на Украину. На ноябрь-декабрь 1918 года — состоял на службе в украинской армии гетмана Скоропадского. После ликвидации в декабре 1918 года Гетманата перебрался из Киева в Одессу (с 10.03.1919 по 04.08.1919 числился в составе ВСЮР). Из Одессы эвакуировался в Константинополь, оттуда — во Владивосток, затем в Иркутск; вступил в состав «белых» войск Восточного фронта.
С ноября 1919 года числился в резерве чинов при штабе фронта. Участник Сибирского Ледяного похода. В 1920 году — в резерве чинов при штабе Дальневосточной армии. Генерал от инфантерии.

### В эмиграции
К концу 1920 года находился в Шанхае. В 1923 году вместе с сыновьями Яковом и Георгием перебрался в США. В эмиграции активно участвовал в деятельности русских эмигрантских общественных организаций, — был сотрудником «Казны Великого Князя Николая Николаевича», председателем Союза русских военных инвалидов в Северной Америке (на 1932 год), председателем Общества ветеранов.
Умер в 1951 году в Сиэтле (США).

## Награды
- Орден Святого Станислава 3-й степени  (ВП от 11.02.1896)
- Медаль «В память царствования императора Александра III» (1896)
- Орден Святой Анны 3-й степени  (ВП от 01.08.1901)
- Орден Святого Станислава 2-й степени с мечами (утв. ВП от 29.03.1905)
- Орден Святого Владимира 4-й степени с мечами и бантом (утв. ВП от 26.02.1906)
- Медаль «В память русско-японской войны» (1906)
- Орден Святой Анны 2-й степени  (утв. ВП от 29.03.1907)
- Орден Святого Владимира 3-й степени  (06.12.1908; ВП от 24.12.1908)
- Орден Святого Станислава 1-й степени  (ВП от 06.12.1911)
- Медаль «В память 100-летия Отечественной войны 1812» (1912)
- Медаль «В память 300-летия царствования дома Романовых» (1913)
  - Мечи к ордену Святого Станислава 1-й степени  (ВП от 02.11.1915)
- Орден Святой Анны 1-й степени с мечами (ВП от 01.12.1915)
- Георгиевское оружие (ВП от 01.02.1917), — …за то, что самоотверженно руководя действиями названной дивизии и приданных ей затем частей 55-й пехотной дивизии, в боях 19—21-го июня 1916 года на линии господ. двора Скробов — дер. Меденевичи, западнее д. Вызорок, он, после произведенных лично, с опасностью для жизни, рекогносцировок расположения противника, согласно выработанного им плана наступления, решительными ударами вверенных ему войск, несмотря на упорное сопротивление австрийцев, овладел сильнейшей долговременно укрепленной неприятельской позицией на фронте дивизии, отразил многочисленные ожесточенные контратаки свежих сил врага и, окончательно закрепившись на ней, содействовал успеху боевых действий соседних наших частей[18].
- Орден Святого Владимира 2-й степени с мечами (ПАФ от 30.06.1917)
- Знак отличия Военного ордена «За Великий Сибирский поход» 1-й степени (1920)

## Семья
Был женат, имел троих сыновей, офицеров-гвардейцев Русской императорской армии, — Георгия, Якова и Александра.
- Георгий Александрович Ельшин[19] (11 (23) февраля 1890 — 25 сентября 1978) — штабс-ротмистр Лейб-гвардии Драгунского полка. Воспитывался в Хабаровском Графа Муравьева-Амурского кадетском корпусе, по окончании которого с 01.09.1908 был зачислен юнкером в эскадрон Николаевского кавалерийского училища на казенное содержание. В августе 1910 года, по окончании училища по 1-му разряду, произведен, по экзамену, из юнкеров в корнеты и выпущен в Лейб-гвардии Драгунский полк[20], расквартированный в Старом Петергофе. В полку числился как Ельшин 1-й. Служил субалтерн-офицером, с октября 1913 года — заведующий разведкой в 5-м эскадроне[21]. Участник Первой мировой войны. 20 ноября 1914 года раненым попал в плен к австрийцам[22]. Был награждён орденом Святой Анны 4-й степени с надписью «За храбрость»[23]. В 1915 году возвращён из плена. Продолжал службу в Лейб-гвардии Драгунском полку. В августе 1916 года произведен, за выслугу лет, в поручики гвардии[24], в январе 1917 года — в штабс-ротмистры гвардии[25]. Участник «белого» движения на востоке России.  В 1923 году вместе с отцом и братом Яковом из Шанхая эмигрировал в США и поселился в Сиэтле, штат Вашингтон. Умер в Сиэтле, похоронен на православном кладбище на территории мемориального парка Evergreen Washelli, рядом с братом Яковом.

- Яков Александрович Ельшин[26] (17 (29) декабря 1891 — 1976) — штабс-ротмистр Лейб-гвардии Драгунского полка. Воспитывался в Императора Александра 2-го кадетском корпусе (в Санкт-Петербурге), по окончании которого в сентябре 1910 года вступил в военную службу вольноопределяющимся рядового звания в Лейб-гвардии Драгунский полк. В следующем году произведен в унтер-офицеры, в августе 1912 года, выдержав экзамен в Николаевском кавалерийском училище по 1-му разряду[27], был произведен из унтер-офицеров в корнеты гвардии[28]. В полку числился как Ельшин 2-й. Служил субалтерн-офицером в 3-м эскадроне. Участник Первой мировой войны. 28.07.1914 был ранен пулей в шею, — эвакуирован в Вильно, в госпиталь Красного Креста, 18.08.1914 вернулся в строй[29]. За годы войны был награждён пятью боевыми орденами: Святого Станислава  (3-й степени с мечами и бантом и 2-й степени с мечами)[30] и Святой Анны (4-й степени с надписью «За храбрость», 3-й степени с мечами и бантом, 2-й степени с мечами)[31]. В феврале 1916 года произведен в поручики гвардии[32], затем в августе 1916 года в штабс-ротмистры гвардии[33]. Участник «белого» движения на востоке России, служил в Особом отряде Восточного фронта. С 1920 года — в Шанхае. В 1923 году вместе с отцом и братом Георгием эмигрировал в США, поселился в Сиэтле, штат Вашингтон. Работал художником. Умер в Сиэтле, похоронен на православном кладбище на территории мемориального парка Evergreen Washelli.
- Александр Александрович Ельшин (ок. 1898 — ???) — поручик Лейб-гвардии Драгунского полка. Воспитывался в Пажеском Его Императорского Величества корпусе, в Санкт-Петербурге. В феврале 1916 года был произведен из пажей в прапорщики и выпущен в Лейб-гвардии Драгунский полк[34]. В полку числился как Ельшин 3-й. В июле 1916 года был произведен в корнеты гвардии[35], в мае 1917 года — в поручики гвардии[36]. Был прикомандирован к штабу Особой армии. Информация о дальнейшей судьбе Александра Александровича Ельшина отсутствует.